# Uriel Sebastián Silva
Uriel Sebastián Silva Díaz (Santander de Quilichao, Colombia. El 11 de septiembre de 1996) es un futbolista colombiano. Juega como portero. Actualmente es agente libre.

## Clubes
| Club           | País     | Temporadas  |
| -------------- | -------- | ----------- |
| Fortaleza CEIF | Colombia | 2015 - 2017 |
| Atlético Huila | Colombia | 2018 - 2019 |
| San Francisco  | Panamá   | 2019        |